# Hélène Gelèns

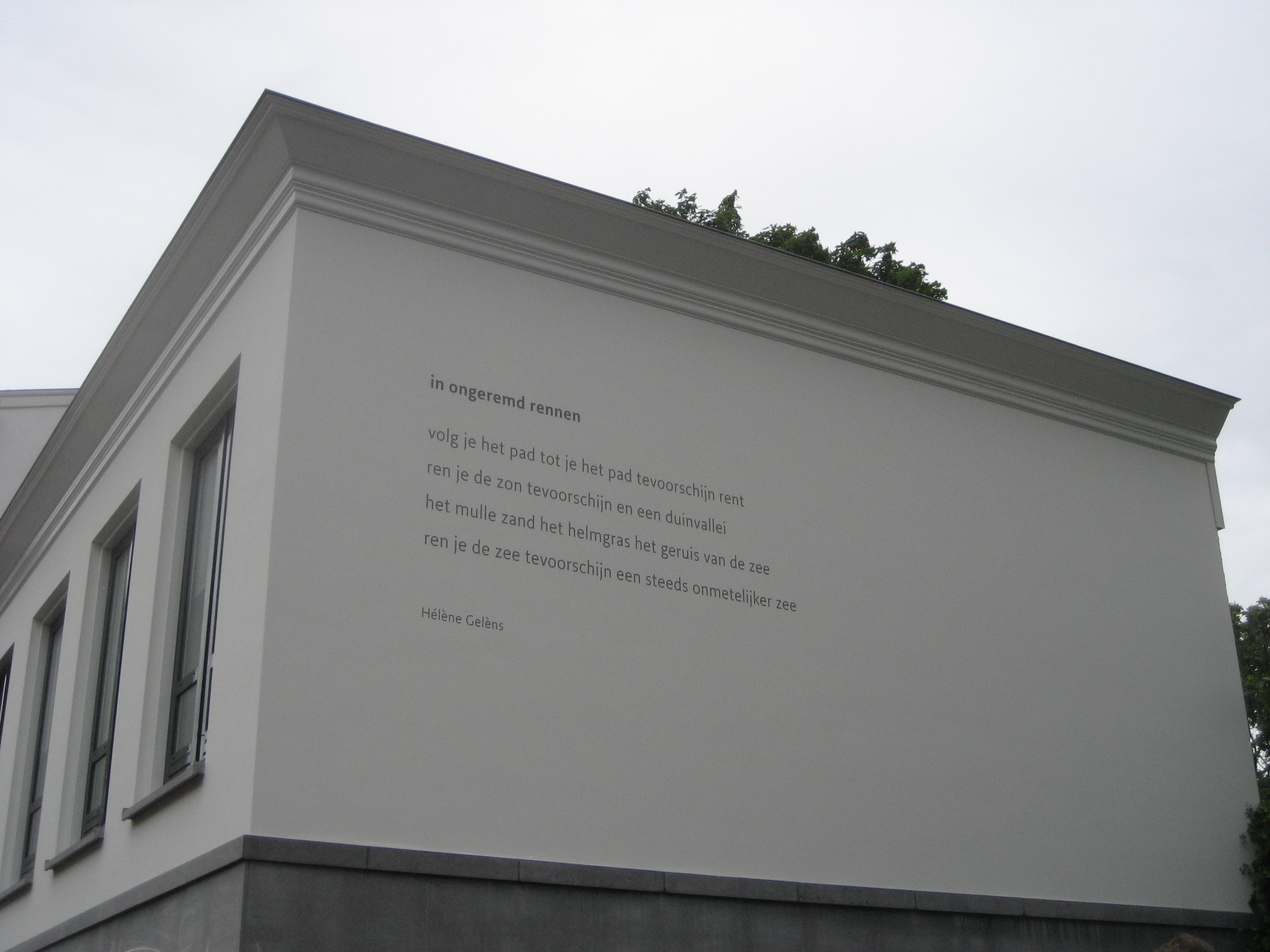
Gedicht in ongeremd rennen als muurgedicht in Den Haag

Hélène Gelèns (Bergschenhoek, 6 mei 1967) is een Nederlands dichter.

## Loopbaan
Gelèns studeerde sterrenkunde, neerlandistiek, geschiedenis en wijsbegeerte in Leiden en Amsterdam waarvan ze alleen wijsbegeerte in Amsterdam afrondde.  Haar debuutbundel niet beginnen bij het hoofd verscheen in 2006 en haar tweede bundel zet af en zweef in 2010. Voor haar eerste bundel werd ze genomineerd voor de C. Buddingh'-prijs en in 2010 won ze de Jan Campertprijs met haar tweede bundel. Ze schreef ook het libretto voor het oratorium Voices, gecomponeerd door André Arends, dat in 2007 verscheen.